# 贺福延
贺福延，渤海国官员，贺氏。
大彝震在位时。官至政堂省左允，咸和十一年（唐武宗会昌元年、日本承和八年、841年）冬，奉命出使日本，任大使，同行百余人，十二月，至长门登陆。咸和十二年三月，入平安京，进献信物。四月，仁明天皇授任他为正三位。于是携带仁明天皇国书、太政官牒文及信物归国。